# Ra Tong Hŭi
Ra Tong Hŭi, również Ra Tong Hui (kor. 라동희, ur. 1934) – północnokoreański polityk. Ze względu na przynależność do najważniejszych gremiów politycznych Korei Północnej, uznawany za członka elity władzy KRLD. 

## Kariera
Ra Tong Hŭi urodził się w 1934 roku. Absolwent Politechniki im. Kim Ch'aeka w Pjongjangu. Karierę zawodową zaczynał w latach 60., gdy pracował jako inżynier w stoczni w Ch’ŏngjin na północnym wschodzie kraju.
Niewiele wiadomo na temat kariery urzędniczej i partyjnej Ra Tong Hŭi w latach 60. i 70. XX wieku. W styczniu 1980 został wicedyrektorem departamentu w ówczesnym ministerstwie gospodarki lądowej i morskiej (kor. 육해운성). W lutym 1987 roku objął stanowisko wicedyrektora w departamencie gospodarki morskiej w państwowym Komitecie Transportu KRLD. Od września 1989 szef sztabu w ministerstwie gospodarki morskiej.
Szefem resortu gospodarki lądowej i morskiej został w lipcu 2007 roku, gdy objął tekę ministra po Kim Yŏng Ilu, który został wówczas premierem KRLD. Funkcję tę Ra Tong Hŭi pełnił do kwietnia 2012 roku (w międzyczasie odnawiając kadencję w kwietniu 2009), gdy został zastąpiony na stanowisku ministra przez Kang Jong Gwana.
Deputowany Najwyższego Zgromadzenia Ludowego KRLD, parlamentu KRLD XII kadencji (tj. od marca 2009 roku).